# Isla de Penyengat
Isla de Penyengat (en indonesio: Pulau Penyengat; literalmente, la isla de la Avispa) es una isla en la provincia de Riau, en el oeste de Indonesia, de aproximadamente 2 kilómetros cuadrados. Se encuentra justo al lado de la isla de Bintan, cerca de Tanjung Pinang, la capital de la provincia de Riau.
La isla tiene un significado histórico, que se remonta al siglo XVIII, cuando se estableció como una fortaleza, como parte del Sultanato de Johor por parte de los Bugis.
En la isla se encuentra la tumba de Raja Ali Haji, un historiador islámico del siglo XIX y un erudito.